# 市橋利政
市橋 利政（いちはし としまさ）は、江戸時代前期の近江国仁正寺藩の世嗣。通称は右近。

## 略歴
市橋長綱（初代藩主・市橋長政の外孫）の次男として誕生。
仁正寺藩嫡子だった政勝が廃嫡されたため市橋政信の養子となる。元禄7年（1694年）に嫡子となって徳川綱吉に拝謁する。しかし、元禄11年（1698年）、病弱を理由に廃嫡された。代わって信直が養子に迎えられ、嫡子となった。
元文4年（1739年）、59歳で没。